# Бородины (промышленники)
Аркадий Дмитриевич (1875—?) и Николай Дмитриевич (?—1920, Бийск) Бородины — бийские торговцы, промышленники и благотворители Российской империи начала XX века, основатели льноткацкой фабрики и торгового дома «Братья Бородины».

## Биография
Аркадий и Николай Дмитриевичи принадлежали к мещанам из города Котельничи Вятской губернии. В 1908 году они получили от городского самоуправления Бийска участок земли для строительства льноткацкой фабрики, которая была открыта в 1910 году. Предприятие выпускало грубую льняную ткань, использовавшуюся главным образом для мешков; брезент и полотно. Здесь работали 112 ткацких станков, приводимых в движение паровыми двигателями в 190 л. с. В 1912 году фабрика изготовила продукцию на 242 тысячи рублей (прибыль — 16 тысяч рублей). В начале Первой мировой войны работа предприятия вышла на новый уровень: в 1915 году штат состоял из 647 работников и служащих, продукции было выпущено уже на 879,3 тысячи рублей.
Помимо льноткацкой фабрики у предпринимателей была в Бийске также мелочная лавка с оборотом в 7 тысяч и прибылью в 1 тысячу рублей (1912).
Бородины принимали участие не только в деловой жизни, но и в благотворительности: Николай Дмитриевич состоял с 1915 года в попечительском совете Бийской женской гимназии и тратил деньги на бедных учеников мужской гимназии; Аркадий Дмитриевич, в свою очередь, входил в состав благотворительного общества при отделении Госбанка в Барнауле. В 1915 году их торговый дом выделил на продовольствие для малоимущих жителей города 15 тысяч рублей.
В 1918 году советская власть национализировала льноткацкую фабрику промышленников; в июле этого года в период белочехов она на короткое время вернулась в собственность Бородиных, но уже в 1920 году вновь прошла национализацию. Аркадий Дмитриевич со своей семьёй переехал в Японию, тогда как оставшийся в Бийске Николай Дмитриевич был в 1920 году взят под арест и расстрелян.